# Vanessa Mendoza Cortés
Pour les articles homonymes, voir Mendoza et Cortés.
Vanessa Mendoza Cortés, née en 1980, est une militante des droits de l'homme et psychologue andorrane. Elle est présidente de « Stop Violències », une organisation qui milite contre les violences basées sur le genre et pour la dépénalisation de l'avortement en Andorre.

## Carrière
Vanessa Mendoza Cortés commence sa carrière de psychologue à Barcelone, mais elle revient en Andorre en 2012 pour militer pour les droits des femmes.
En 2014, elle fonde et devient présidente de « Stop Violències », une organisation qui milite contre les violences basées sur le genre et milite pour la dépénalisation de l'avortement en Andorre,. En 2018, elle organise la première manifestation de rue andorrane, appelant à la dépénalisation de l'avortement,. Elle est menacée de violences physiques et sexuelles en réponse à son militantisme.
En 2019, le gouvernement d'Andorre intente une action en justice contre la militante, ouvrant une affaire de diffamation contre elle. En 2019, elle parle à la télévision du manque de droits à l'avortement dans son pays et présente un rapport à ce sujet au à la Convention sur l'élimination de toutes les formes de discrimination à l'égard des femmes des Nations unies,,,. En décembre 2020, l'avocat de Vanessa Mendoza Cortés demande officiellement l'abandon des charges, mais cela est refusé. En février 2021, Amnesty International demande que l'affaire contre la militante soit abandonnée. L'Observatoire pour la protection des défenseurs des droits de l'homme appelle également à l'abandon de l'affaire. Elle est rouverte par un juge du palais de justice d'Andorre-la-Vieille, où une dizaine de militants se rassemblent alors pour soutenir Vanessa Mendoza Cortés.